# Murray Gold

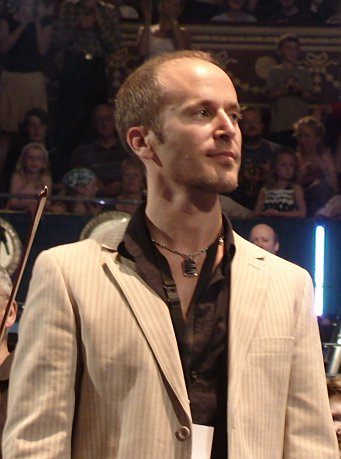
Murray Gold bei den BBC Proms 2008 in der Royal Albert Hall

Murray Gold (* 28. Februar 1969 in Portsmouth) ist ein britischer Filmmusik-Komponist, Bühnen- und Hörspielautor. Gold lebt derzeit in New York. Besonders bekannt ist er für seine Soundtrack-Kompositionen zu Doctor Who und dessen Ablegerserien Torchwood und The Sarah Jane Adventures, für die er von 2005 bis Ende 2017 als Musikalischer Direktor die alleinige Verantwortung trug.
Gold wurde bislang unter anderem sieben Mal für BAFTA Awards in der Kategorie beste neukomponierte Filmmusik nominiert, darunter für Vanity Fair (1999), Queer as Folk (2000), Casanova (2006) und mehrere Folgen von Doctor Who (2006–2013). Seine Musik für den BAFTA-Preisträger Kiss of Life erhielt zudem den Mozart Prize of the 7th Art auf dem Aubagne International Film Festival 2003. Seine Show Glue Wedding wurde auf dem Edinburgh Festival für den Guardian Drama Award und den Independent Drama Award nominiert.

## Biografie
Gold begann im Alter von sechs Jahren mit Klavier- und später auch mit Klarinettenunterricht. Bereits in der Schule verschob sich sein Fokus aber mit acht Jahren in Richtung Improvisation und Komposition. Seine ersten Kompositionen in der Schule u. a. für Brass Bands dienten nach eigener Aussage „dem Sieg bei Schulwettbewerben und um den Mädchen zu gefallen“. Mit dem Schreiben von Bühnenmusik habe er nur „um mit seinem Mehrspurrekorder zu experimentieren“ begonnen. Er wurde in der Folge musikalischer Direktor der Comedy-Gruppe The Footlights. Während seines Geschichtsstudiums in Cambridge begann er Theaterstücke zu schreiben, komponierte die Scores dazu selbst und spielte mit Colin Greenwood von Radiohead in einer Band. Nach dem Studium begann er u. a. für das Theater The Gate zu komponieren. Nach dem Erfolg mit der Show Glue Wedding auf dem Edinburgh Festival 1991 komponierte er die Musik zu Fernsehdokumentationen, arbeitete für die Radioshow The Knowledge auf Radio 1 und arbeitete als Autor für Channel 5. Als Mark Mundon, einer der Dokumentarregisseure, den Auftrag für Vanity Fair erhielt, bat er Gold, den Score zu schreiben. Hier wurde Russell T Davies, der für Queer as Folk (das britische Original) kurzfristig einen Komponisten benötigte, auf ihn aufmerksam.

## Karriere
Fernsehen

Gold arbeitet seit 1999 häufig mit dem Drehbuchautor und Fernseh-Produzenten Russell T Davies zusammen. So komponierte er für die britischen Serien Queer as Folk, The Second Coming (mit Christopher Eccleston), Mine all Mine (mit Gareth David-Lloyd) und Casanova (mit David Tennant), bevor er im Jahr 2005 musikalischer Direktor für Davies’ Großprojekt wurde, der überarbeiteten Fortführung des SciFi-Kulthits Doctor Who.
Des Weiteren schrieb er das Thema der Serie Shameless (Channel 4) und die Filmmusiken zu The Devil’s Whore und Single Father (2010) mit David Tennant. 2014 komponierte er die Titelmusik zu der BBC-Serie Die Musketiere (mit Peter Capaldi).
Auf alle hier aufgeführten Darsteller (Eccleston, David-Lloyd, Tennant und Capaldi) traf Gold erneut im Rahmen seiner Tätigkeit für Russell T Davies’ Doctor Who und dessen Ableger. Der profilierte Charakterdarsteller Christopher Eccleston übernahm außerdem 2004 die Hauptrolle in der Bühnenadaption von Murray Golds Hörbuch Electricity (2001).
Doctor Who und Spin-offs

Während seiner Tätigkeit für die Doctor Who Produktion bearbeitete er das Serien-Thema (im Original von Ron Grainer) neu, was bereits in der Vergangenheit bei einer neuen Inkarnation des Doktors üblich gewesen war und auch beim Wechsel vom zehnten zum elften Doktor erfolgte. Auch die übrigen Kompositionen der einzelnen Folgen stammen von Gold.
Die Musik der ersten beiden ausgestrahlten Staffeln erschien am 11. Dezember 2006 unter dem Titel Doctor Who: Original Television Soundtrack. Der Soundtrack der dritten (5. November 2007) und der Soundtrack der vierten Staffel (November 2008) wurden auf jeweils separaten Alben veröffentlicht. Im Weihnachtsspecial 2007 Voyage of the Damned hatte Gold einen Cameo-Auftritt in der dort spielenden Band.
Basierte die Musik zu Beginn der neuen Doctor-Who-Serien noch auf gesampleter Musik, wurden seine Kompositionen später orchestraler. In der Regel spielt das BBC National Orchestra of Wales (Leitung: Thomas Søndergård), bei den Orchesterarrangements erhält er Unterstützung von Ben Foster. Gelegentlich wird das Orchester von einem Chor von teils mehreren hundert Sängern gestützt, Soli übernimmt regelmäßig die Sopranistin Melanie Pappenheim. In der ursprünglichen Doctor-Who-Serie (1963–1989) tendierte die innovative, aber limitierte Instrumentierung eher ins elektronische Genre.
Gold schrieb ebenfalls die Themen zu den Doctor Who Spin-offs The Sarah Jane Adventures und Torchwood und komponierte den übrigen Soundtrack der beiden Serien gemeinsam mit Ben Foster. Im Gegensatz zum Doctor-Who-Sound komponiert Gold für Torchwood gezielt dunkler und hauptsächlich elektronisch. Eine Auswahl der Kompositionen erschien unter dem Titel Torchwood: Original Television Soundtrack im August 2008. Gold arrangierte ebenfalls die Themen zu Totally Doctor Who und Doctor Who Confidential, beides Variationen des Doctor Who Themas.
Gold und Foster arrangierten und dirigierten bislang vier Konzerte zur Musik von Doctor Who. Das erste war ein Benefizkonzert für das BBC-Kinderhilfswerk Children in Need und fand am 19. November 2006 unter dem Titel Doctor Who: A Celebration im Wales Millennium Centre in Cardiff statt. Das zweite Konzert, The Doctor Who Prom, war Teil der BBC Proms am 27. Juli 2008 in der Royal Albert Hall in London. Auch bei den beiden folgenden Proms gab es jeweils ein Konzert zur Musik von Doctor Who (sowohl Golds Eigenkompositionen als auch die ältere Musik der Serie von 1963–1996 von insgesamt 25 weiteren Komponisten). Die zweiten Doctor Who Proms erstreckten sich über den 24. und 25. Juli 2010, die dritten über den 13. und 14. Juli 2013, Schauplatz war jeweils wieder die Londoner Royal Albert Hall. Alle vier Ereignisse wurden Live von der BBC (Fernsehen und Radio) übertragen.
Zum Ende der zehnten Doctor-Who-Staffel (Weihnachtsspecial 2017) beendete Gold seine Komponistentätigkeit für die Serie. Er verließ das Projekt gemeinsam mit Davies’ Nachfolger (Showrunner) Steven Moffat und Hauptdarsteller Peter Capaldi, die den Stab ab 2018 an Chris Chibnall und Jodie Whittaker weiterreichen. Golds Nachfolger ist Segun Akinola, welcher bisher für Kurzfilme und Dokumentationen komponierte und seit der 11. Staffel an Doctor Who arbeitet.
Film, Theater und Radio

Gold komponierte die Filmmusik für britische und amerikanische Werke, darunter Sterben für Anfänger von Frank Oz sowie Mischief Night, Alien Autopsy und die Verfilmung von Paulo Coelhos Veronika beschließt zu sterben.
Sein Hörspiel Electricity erhielt den Richard Imison Award als Bestes neues Hörspiel nach der Ausstrahlung auf Radio 3 im Jahr 2001.
Teile des Hörspiels wurden als Bühnenstück adaptiert und 2004 im West Yorkshire Playhouse mit Christopher Eccleston in der Hauptrolle uraufgeführt. Weitere Stücke sind 50 Revolutions, aufgeführt von der Oxford Stage Company im Whitehall Theatre in London im Jahre 2000, und Resolution, uraufgeführt bereits 1994 im Battersea Arts Centre.
Am 24. April 2011 wurde Murrays zweites Hörspiel Kafka: The Musical erneut auf BBC Radio 3 uraufgeführt. Gold schrieb neben dem Skript auch die musikalische Untermalung seines Hörbuchs. Die Hauptrolle des Franz Kafka sprach David Tennant, Regie führte Jeremy Mortimer. Tennant gewann für seine Darbietung den BBC Audio Drama Award 2011, Gold wurde 2012 mit dem Tinniswood Award für das Beste Hörbuch-Skript ausgezeichnet.

## Werke (Auswahl)

### Filmmusik (Auswahl)
- 1997: Mojo[20]
- 1998: Vanity Fair (Fernsehserie)
- 1999: Queer as Folk (Fernsehserie)
- 2000: Beautiful Creatures
- 2000: Randall & Hopkirk – Detektei mit Geist (Randall & Hopkirk (Deceased)) (Fernsehserie)
- 2000: Clocking Off
- 2000: Wild About Harry
- 2003: Kiss of Life
- 2004: Shameless (Fernsehserie)
- 2004: Mine all Mine (Fernsehserie)[7]
- 2004: Hawking – Die Suche nach dem Anfang der Zeit (Hawking)
- 2005: Casanova (Fernseh-Dreiteiler)
- 2005–2017, seit 2023: Doctor Who (Fernsehserie)
- 2006–2011: Torchwood (Fernsehserie)
- 2006–2011: The Sarah Jane Adventures (Fernsehserie; nur Thema)
- 2006: Alien Autopsy – Das All zu Gast bei Freunden (Alien Autopsy)
- 2006: Perfect Parents
- 2006: Mischief Night
- 2007: Sterben für Anfänger (Death at a Funeral)
- 2008: The Devil’s Whore
- 2009: Veronika beschließt zu sterben (Veronika Decides to Die)
- 2010: Single Father (Fernseh-Vierteiler)
- 2011: Das Rotkäppchen-Ultimatum[21]
- 2011–2012: Scott & Bailey (Fernsehserie)
- 2014: Die Musketiere (The Musketeers, Fernsehserie)
- 2018: A Very English Scandal (Fernsehserie)
- 2019: Years and Years (Fernseh-Dreiteiler)
- seit 2019: Gentleman Jack (Fernsehserie)

### Bühnenstücke
- 1991: Glue Wedding
- 1994: Resolution
- 2000: 50 Revolutions
- 2004: Electricity

### Hörspiele
| - 2001: Electricity |

## Auszeichnungen
British Academy of Film and Television Arts (BAFTA Awards)
- 1999: BAFTA TV Award – Beste Musik (Neukomposition) – Vanity Fair – nominiert
- 2000: BAFTA TV Award – Beste Musik (Neukomposition) – Queer as Folk – nominiert
- 2006: BAFTA TV Award – Beste Musik (Neukomposition) – Casanova – nominiert
- 2006: BAFTA Cymru Award – Y Trac Sain Gerddorol Wreiddiol Orau / Bester Soundtrack (Neukomposition) – Doctor Who (Folge: The Christmas Invasion) – nominiert
- 2008: BAFTA TV Award – Beste Musik (Neukomposition) – Doctor Who – nominiert
- 2009: BAFTA Cymru Award – Y Trac Sain Gerddorol Wreiddiol Orau / Bester Soundtrack (Neukomposition) – Doctor Who (Folge: Midnight) – nominiert
- 2013: BAFTA TV Award – Beste Musik (Neukomposition) – Doctor Who (Folge: Asylum of the Daleks) – nominiert

Royal Television Society (RTS Television Award)
- 1999: Beste Musik (Neukomposition) – Vanity Fair – nominiert
- 1999: Beste Musik (Neukomposition) – Queer as Folk – gewonnen
- 2000: Beste Titelmelodie (Neukomposition) – Clocking Off – nominiert
- 2003: Beste Musik (Neukomposition) – The Second Coming – nominiert

International Film Music Critics (IFMCA Award)
- 2008: Beste Musik (Neukomposition für eine Fernsehserie) – Doctor Who – nominiert
- 2011: Beste Musik (Neukomposition für eine Fernsehserie) – Doctor Who – nominiert
- 2012: Beste Musik (Neukomposition für eine Fernsehserie) – Doctor Who – nominiert
- 2013: Beste Musik (Neukomposition für eine Fernsehserie) – Doctor Who – gewonnen

Aubagne International Film Festival
- 2003: Mozart Prize of the 7th Art – Kiss of Life – gewonnen